# Kalindi
Kalindi Alves de Souza, noto semplicemente come Kalindi (Pará, 29 agosto 1993 – Brasile, 10 aprile 2022), è stato un calciatore brasiliano, di ruolo difensore.

## Caratteristiche tecniche
È stato un terzino destro.

## Carriera
Nel 2015, dopo aver militato nelle serie inferiori del calcio brasiliano, il Penafiel lo acquista in prestito triennale dal Grêmio Anápolis. Esordisce il 23 settembre successivo in occasione del match di Taça da Liga perso 2-1 contro il Portimonense.
Nel 2018, dopo aver collezionato 93 presenze in campionato con il Penafiel, viene acquistato a titolo definitivo dal Nacional.

## Palmarès

### Club

#### Competizioni nazionali
- Segunda Liga: 1

Nacional: 2019-2020